# De boeken der kleine zielen. De kleine zielen
De boeken der kleine zielen. De kleine zielen is een familieroman van de Nederlandse schrijver Louis Couperus. Het werk verscheen in 1901.
Couperus schreef dit werk, dat het eerste van vier delen zou worden, in een periode van financiële nood. Een reis naar Nederlands-Indië en de ziekte van zijn vrouw Elisabeth Couperus-Baud hadden hem veel geld gekost. Zijn voorgaande werk, Babel, was geen succes geweest en Couperus was niet lang daarvoor naar Nice verhuisd. 

## Totstandkoming van het werk
Couperus had al eerder gespeeld met de gedachte om weer een "Haagse" roman te schrijven, nadat hij in 1889 met zijn debuutroman Eline Vere veel succes had gehad. Rond de eeuwwisseling woonden hij en zijn vrouw al jarenlang in het buitenland. Over veel vermogen konden zij, zolang Couperus' vader John Ricus Couperus nog leefde, echter niet beschikken.
Couperus had zijn uitgever, Lambertus Jacobus Veen, verschillende financiële voorstellen gedaan. Hij wenste een voorschot te ontvangen voor een nog te schrijven werk, dat Veen dan zou mogen uitgeven.
Couperus moet met De boeken der kleine zielen zijn begonnen vóór 3 februari 1901. Op die dag schreef hij in een brief aan Veen over zijn plannen voor "een Hollandsche familie-roman, een soort trilogie, in 3 deelen misschien, maar met afzonderlijke titels, zoodat ge ieder deel apart kunt uitgeven... Maar het zijn nog maar plannen, want eerst moet Babel af en goed zijn".
Het schrijven en "overwerken" (herschrijven) van het voorgaande werk Babel moet Couperus veel moeite hebben gekost. De boeken der kleine zielen is niet helemaal los te zien van Babel; het thema van het mededogen versus het egoïsme van de "kleine zielen" is in beide werken sterk aanwezig.
Tijdens de conceptuele fase van De boeken der kleine zielen had Couperus nog niet het idee om er een tetralogie van te maken. Een roman die "De familie en de kennissen" zou gaan heten zou twee forse delen met ieder 200 bladzijden moeten gaan beslaan. Couperus wilde het eerste deel in het najaar van 1901 gereed hebben. Deel twee zou dan in het voorjaar van 1902 volgen. Als voorschot vroeg Couperus 5000 gulden.
Couperus schreef dat hij zich bij het maken van de roman richtte naar het voorbeeld van Émile Zola: "Nulla dies sine linea". Het boek werd door de schrijver getypeerd als "genre Eline Vere, maar rijper; in côterieën half Indisch, half Hollandsch, een meer werkelijke maatschappij, dan die van Eline, die nog gezien werd door den humbug heen der jongere jaren! Helaas, ze zijn weg, die jaren!"
Op 22 februari duikt in een brief van Couperus aan Veen voor het eerst de titel "De Boeken der Kleine Zielen" op. Couperus spreekt van een "algemeenen titel" en schrijft over "De Familie en de Kennissen" als titel van het eerste deel. Dat zou uiteindelijk "De kleine zielen" gaan heten.
Tijdens het schrijven veranderde de structuur van de roman. Op 15 juni 1901 schreef Couperus "De Boeken der Kleine Zielen zullen in vier romans geschreven worden; dus met iii en IV kom ik later bij U aan". Frédéric Bastet noemt de totstandkoming van de roman een voorbeeld van Couperus'"bijna ongelooflijke werkkracht, van zijn niet uit het lood te slaan evenwicht, als het er op aankwam, en zijn doorzettingsvermogen".
Couperus heeft het schrijven aan de boeken der kleine zielen in de zomer van 1901 onderbroken voor een vakantie in de koelere Vallée de la Vésubie in de nabije Alpes-Maritimes. Maar ook tijdens dat verblijf in Hotel Tarelli in Berthemont bleef hij schrijven. Het werden vier sprookjes met als titels De prinses met de blauwe haren, Van de kristallen torens, Van de onzalige erfenis en Van dagen en seizoenen. Om een boek vol te maken werd later nog het verhaal Over lichtende drempels geschreven en toegevoegd. De vier sprookjes en het verhaal werden onder de titel Over lichtende drempels uitgegeven.
Terug in Nice ging Couperus verder met het derde deel van De boeken der kleine zielen dat "Zielenschemering" moest gaan heten. In oktober wist Couperus ook al dat het vierde deel, waaraan hij nog moest beginnen, "Het heilige Weten" zou gaan heten.
Terwijl Couperus werkte aan deel 3 van De boeken der kleine zielen verscheen het eerste deel van de cyclus al in druk, De kleine zielen, met de band van Theo Neuhuys lag in de laatste weken van november 1901 in de boekhandel.
In december 1901 werd niet aan de Boeken der kleine zielen gewerkt; Couperus onderbrak dat project om het verhaal "Over lichtende drempels" te schrijven. Een theosofische novelle die door De Gids als "onzedelijk" werd geweigerd.
Het laatste boek uit de cyclus van vier, een werk dat als "Het heilige weten" zou verschijnen, lijkt Couperus meer moeite te hebben gekost dan de drie eerdere delen. "Waarlijk ik schrijf mij er dood aan", zo klaagde Couperus in een brief aan zijn uitgever. Het boek dat ná 1901, maar in de nabije toekomst, gesitueerd werd had enige tijd "De man der eeuw" zullen heten. Het thema was, net als in Babel, opoffering uit medelijden, ditmaal door een jonge arts.
Couperus onderbrak het schrijven aan "Het heilige weten" enige tijd voor het carnaval van 1902. Ook aan het carnaval van Nice zou hij later een verhaal wijden. De Boeken werden uiteindelijk niet in Nice voltooid. De laatste regels werden tussen 10 en 14 juni 1902 in Wiesbaden geschreven. Toch eindigt het boek met de datering "Nice, Jan.-Aug. 1902".
De boeken der kleine zielen zijn een portret van het Haagse leven in de kringen der hogere bourgeoisie, zoals Couperus dat van huis uit goed kende. Het Den Haag van rond 1900 is in de boeken ook goed herkenbaar, bekende straten en het Hotel des Indes spelen in het verhaal een rol.

## De vier delen
- De boeken der kleine zielen. De kleine zielen verscheen in november 1901
- De boeken der kleine zielen. Het late leven verscheen in april 1902
- De boeken der kleine zielen. Zielenschemering verscheen in 1902
- De boeken der kleine zielen. Het heilige weten verscheen in 1903

Uitgever Veen heeft nog om een vijfde deel gevraagd, maar Couperus is op dat verzoek niet ingegaan.

## De eerste druk en latere uitgaven

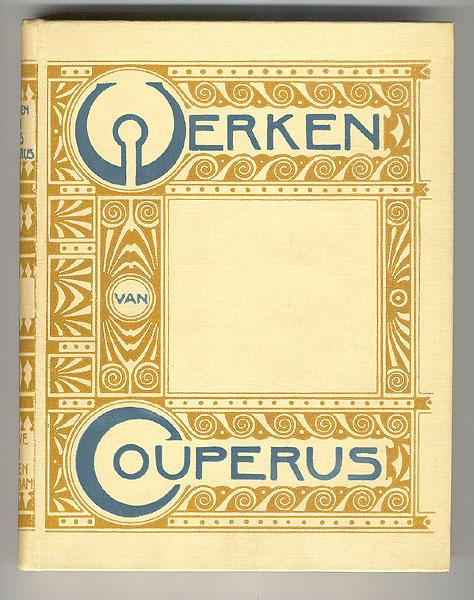
De band die door Berlage werd ontworpen voor het verzameld werk van Couperus. Ook de eerste twee van de "Boeken der kleine zielen" zijn in deze band verschenen. Op voorzijde kwam de titel in rode letters te staan.

Couperus verkocht een aantal van zijn teksten tweemaal, eerst als feuilleton en vervolgens als boek. Door Veen de primeur te gunnen kon Couperus aan deze tekst slechts eenmaal verdienen. Hij moest van zijn pen leven en vroeg met als motivatie "anders scheelt het me te veel en de tijden zijn treurig!", een honorarium van 5000 gulden voor de eerste druk en 1800 gulden voor iedere volgende druk, uitgaande van tweemaal ongeveer 200 bladzijden. De druk werd aan drukkerij Thieme toevertrouwd en Couperus corrigeerde, als gebruikelijk, de drukproeven.
Het handschrift is in twee versies bewaard gebleven en deze zijn samen met de twee kopijhandschriften in het bezit van het Letterkundig Museum. Het handschrift op de voor de drukker "in het net" geschreven kopijhandschriften is gedeeltelijk dat van Louis Couperus, gedeeltelijk dat van zijn vrouw Elisabeth. Op de versozijden van het manuscript van "De kleine zielen", zijn verworpen passages van Babel terug te vinden.
De familienamen van de vele personages zijn door Couperus inconsequent gespeld. Toen dat de schrijver in de gedrukte boeken voor het eerst opviel, legde hij de schuld bij de drukker en de corrector. De uitgever koos zelf de ontwerper van de band.
Babel verscheen in juni 1901 en het eerste deel van De boeken der kleine zielen volgde in november van datzelfde jaar. Couperus was inmiddels bezig met het in het net schrijven van het tweede deel, De boeken der kleine zielen. Het late leven.
De oplage was 3000 exemplaren groot, waarvan 1500 stuks werden ingenaaid en 1000 stuks gebonden. Er werden ook prachtedities uitgebracht. De vier delen van de cyclus "De boeken der kleine zielen" verkochten vrij goed. Toch is het van een goedkope volksuitgave nooit gekomen. De uitgaven van 1901 en 1902 waren voor het grote publiek duur. Hoewel deze boeken in 1905 nog verkrijgbaar waren, nam Veen de twee eerste delen op in de "Werken van Couperus" met een band van Berlage. Veen heeft sommige werken van Couperus in goedkope uitgaven in de handel gebracht, maar dat is met de vier Boeken der kleine zielen niet gebeurd. Tussen 1914 en 1918 werden deze boeken door Alexander Teixeira de Mattos in een Engelse vertaling ook in New York uitgegeven. De titel was "The books of small souls".
In de jaren 1952 - 1957 werd het "verzameld werk" uitgegeven. Op die uitgave kwam veel kritiek. In 1996 verscheen een geheel herziene, wetenschappelijk verantwoorde, uitgave van De boeken der kleine zielen. De kleine zielen.

## Inhoud
De boeken der kleine zielen is een Haagse familieroman. Het werk heeft ook kenmerken van een psychologische roman en een zedenschets waarin met kritische blik naar het leven van de bevoorrechte familie wordt gekeken. De familie is die van Constance van Lowe, een vrouw die na een schandaal en een echtscheiding naar Den Haag terugkeert waar haar familie niet bepaald op het zwarte schaap zit te wachten.
Constance komt met haar dertienjarige zoon Addy van der Welcke en haar nieuwe man Henri van der Welcke na twintig jaar terug naar Den Haag en zij wordt op het eerste zondagse familie-avondje bij haar moeder, mevrouw Van Lowe, met haar broers, zussen en schoonfamilie geconfronteerd. Zij merkt dat men haar het schandaal nog niet heeft vergeven.
Constance en haar man hebben een slecht huwelijk dat in stand blijft omdat zoon Addy de plooien glad weet te strijken. De beide ouders gunnen elkaar de attenties van hun beider zoon ondertussen niet.
Constance is het product van haar beschermde en beperkte opvoeding, Couperus typeert haar aldus; "Zij voelde niets voor groote kwesties, feminisme begreep ze niet, voor socialisme was zij een beetje bang, vooral omdat de arme menschen zoo vies waren en zoo akelig roken. Toch was zij weldadig al was zij heelemaal niet rijk, en gaf zij dikwijls aan de arme en vieze menschen, vooral hopende, dat zij zich zouden wasschen".
Constance en haar man worden in Den Haag geconfronteerd met een familie die de schijn van eendracht ophoudt maar waar de saamhorigheid ver te zoeken is. Alleen in hun afwijzing van Constance trekt de familie één lijn. Couperus beschrijft de kilte, de reserve en de soms openlijke hatelijkheid waarmee men Constance onthaalt. Voor de "gevallen vrouw" was in de Haagse society ook na al die jaren geen plaats.
De familie teert op het aanzien van de inmiddels overleden vader, een gouverneur-generaal van Nederlands-Indië. Zelf heeft geen van de kinderen een dergelijk aanzien weten te verwerven en de matriarche, de weduwe van de gouverneur-generaal van Nederlands-Indië, noemt de familie "grandeur déchue", wat betekent dat zij "in neergang" is.
De breuk tussen Constance en haar familie vindt plaats wanneer Constance haar zus, vrouw van een minister, vraagt of zij haar contacten wil gebruiken om haar neefje Addy te protegeren. Wanneer de zus weigert ontstaat er een ruzie tussen Henri Van der Welcke en Bertha’s man, de minister van Koloniën, Van Naghel. De ruzie tussen de beledigde echtgenoot en vader escaleert tot een gevecht waarbij een groot deel van de familie laat merken niet blij te zijn met de terugkeer van Constance. Een dove oude tante spreekt luid van "een gemeene slèt" en Constance valt flauw.
In deze roman speelt "noodlot" zoals zo vaak in de romans van Couperus een rol.

## Ontvangst
De kritieken op het werk waren gemengd. Op 7 december 1901 publiceerde Het Nieuws van den Dag een recensie door Carel van Nievelt die onder het pseudoniem J. van den Oude schreef.
Deze recensie was lovend. Van den Oude merkt op hoe groot het contrast is tussen Babel waarin Couperus' "stoute allegorieën aarde en hemel nauwelijks gestalten en kleuren en vluchtruim genoeg hebben" en De kleine zielen, waarin de schrijver de taal "in harmonie gebracht heeft met zijn onderwerp" en waarin "zijne oude zonde van weeldelievende uitbundigheid" ontbreekt.
De recensent noemt Couperus een "waarnemer, die doordringt in den mensch en hem blootlegt tot in zijn kleinste" en "treffende zijner teekening zoekt en vindt in soberheid van woordenkeus en eenvoud van constructie". J. van den Oude roemt ook de "meesterlijke détailteekening".
Een anonieme recensie in het Rotterdamsch Nieuwsblad van 19 december was minder enthousiast. Daarin wordt zelfs van "verslapping van talent" en "fatale slordigheid" gesproken. Daar heette het "dat alles zoo flauw, zoo vaag [werd] geschreven, zonder overtuiging door een -laten we hopen schijnbaar - uitgebloeid talent". De recensent gaat verder over dialogen die "hopeloos mat" zijn en heeft "geest en vernunft" in het boek tevergeefs gezocht.
De om zijn scherpe pen en venijnige spot gevreesde Lodewijk van Deyssel noemt het boek "een goede roman" maar gaat gekscherend verder met de mededeling dat hij het werk helemaal heeft uitgelezen. Volgens Van Deyssel is in De kleine zielen Couperus' eigen aard merkbaar en is het werk "Breeder en steviger, wat minder kleurig en fleurig, dan Eline Vere". Toch kan de recensent het badineren niet laten, het werk van Couperus wordt getrivialiseerd met de opmerking dat "zoo een roman toch misschien beter dan niets" is en hem "onderhoudend" is voorgekomen, terwijl, zo schrijft Van Deyssel, "ik mij anders misschien aller-akeligst had verveeld".
De recensent Willem Gerard van Nouhuys ergerde zich aan het "beuzelachtige en onbeduidende bestaan der beschrevenen" in de Kleine Zielen, en vond ze "om hun kleinheid zooveel moeite van belangstelling niet waard".
Anna de Savornin Lohmann was positiever. Zij prees de karakterontleding van de personæ en noemt De kleine zielen "een boek dat bewondering afdwingt". Couperus heeft, zo meent zij een "'Haagsche' roman" geschreven want in de roman is "alles innerlijk dóór en dóór typisch Haagsch".

## Couperus en familie
Bij de Haagse romans van Couperus was de omgeving waarin hij was opgegroeid zijn inspiratiebron. Buiten deze kring van welgestelde patriciërs, vaak met een verleden in het "binnenlands bestuur" in Nederlands-Indië had Couperus ook weinig stappen gezet. De familieleden meenden soms elkaar of trekken van zichzelf in de hoofdpersonen te herkennen, maar Louis Couperus merkte op dat ieder van de personen bedacht was en trekken van verschillende werkelijke karakters bezat.

## Televisie en toneel
Yvonne Keuls heeft De Boeken der kleine zielen voor de NCRV bewerkt en een televisieserie met de titel De Kleine zielen gemaakt. Het werd een omvangrijk script want de serie bestond uit tien afleveringen van ieder 70 minuten. De spelregie van het kostuumdrama was toevertrouwd aan Johan de Meester en Bob Löwenstein was verantwoordelijk voor de televisieregie.
De Kleine zielen werd in 1969 uitgezonden. De rol van Constance werd in de serie gespeeld door Ellen Vogel. Andere hoofdrolspelers waren Eric Schneider, Josephine van Gasteren en John van Dreelen. Voor andere rollen tekenden Lex van Delden, Ank van der Moer, Albert van Dalsum, Lia Dorana, Caro van Eyck, Heleen Pimentel, Liane Saalborn, Ton Kuyl, Luc Lutz, Johan Schmitz en Gijsbert Tersteeg.
Deze succesvolle tv-serie is nooit in de vorm van een dvd gepubliceerd, omdat zij niet compleet is. In de tijd dat kopieën nog kostbaar en zeldzaam waren, werd de serie uitgeleend aan de Vlaamse tv. De band met het laatste deel werd per vergissing gebruikt om een ander programma op te nemen. Het was de enige band van dit deel.
In 1993 en 2012 werden De Boeken der kleine zielen voor toneel bewerkt door Ger Thijs. In 1993 werd de rol van Van der Welcke door Willem Nijholt, in 2012 door Thom Hoffman gespeeld. Oda Spelbos speelde hier Constance.